# Şatıroba
Şatıroba è un comune dell'Azerbaigian situato nel distretto di Masallı. Conta una popolazione di 1 670 abitanti.